# ABBYY FineReader
ABBYY FineReader is commerciële software voor optische tekenherkenning (OCR): het herkennen van tekens om ingescande afbeeldingen en documenten om te zetten naar bewerkbare en doorzoekbare formaten zoals DOCX, XLSX, PPTX, RTF, HTML, PDF, CSV of TXT. FineReader wordt ontwikkeld door ABBYY voor Microsoft Windows en Mac OS X.

## Versies
- Professional Edition: versie voor Windows, bedoeld voor individuele gebruikers, professionelen en thuistoepassingen.
- Corporate Edition: versie voor Windows, bedoeld voor kleine en middelgrote bedrijven.
- Site License Edition: versie voor Windows, bedoeld voor grote organisaties.
- Express Edition for Mac: versie voor Mac OS X 10.4, 10.5 en 10.6.

## Alternatieven
- Nuance OmniPage
- Readiris
- Microsoft Bing OCR[2]